# Prix France Culture
Pour la récompense cinématographique, voir Prix France Culture Cinéma.
Le Prix France Culture est historiquement un prix littéraire créé en 1979 par la radio France Culture.
En 2006 il est renommé en Prix France Culture-Télérama, et son nom se retrouve utilisé à partir de 2007 en remplacement du Prix Arlequin, prix cinématographique décerné en parallèle du Grand prix du meilleur scénariste.

## Historique
Le prix, créé en 1979, pour récompenser des auteurs importants dont le travail est encore inconnu du grand public. Il est décerné au début du printemps, à l'occasion du Salon du livre de Paris. Ce prix n'est pas doté financièrement mais le livre se voit promu sur la radio. En 2006, la radio s'associe avec le journal culturel Télérama et transforme le prix en Prix France Culture-Télérama décerné dans les mêmes conditions.

## Lauréats
| Année |                                                          | Auteur                       | Ouvrage                                              | Éditeur (xe fois)                     |  | Notes |  |
| ----- | -------------------------------------------------------- | ---------------------------- | ---------------------------------------------------- | ------------------------------------- |  | ----- |  |
| 1979  |                                                          | Roger Laporte                | Souvenirs de Reims                                   | Hachette, coll. « POL »               |  |       |  |
| 1980  |                                                          | Claude Ollier                | Marrakch Medine                                      | Flammarion                            |  |       |  |
| 1981  |                                                          | Gilbert Lascault             | Boucles et Nœuds et La Destinée de Jean Simon Castor | Balland et Christian Bourgois éditeur |  |       |  |
| 1982  |                                                          | Patrick Reumaux              | Jeanne aux chiens                                    | éditions Gallimard                    |  |       |  |
| 1983  |                                                          | Catherine Weinzaepflen       | Portrait et un rêve                                  | Flammarion                            |  |       |  |
| 1984  |                                                          | Jean Tortel et Pierre Michon | Feuilles tombées d'un discours et Vies minuscules    | Ryôan-ji et éditions Gallimard        |  |       |  |
| 1985  |                                                          | Emmanuel Hocquard            | Aerea dans les forêts de Manhattan                   | Éditions P.O.L                        |  |       |  |
| 1986  |                                                          | Jacques Roubaud              | Quelque chose noir                                   | éditions Gallimard                    |  |       |  |
| 1987  |                                                          | Rabah Belamri                | Regard blessé                                        | éditions Gallimard                    |  |       |  |
| 1988  |                                                          | Bernard Noël                 | Journal du regard                                    | Éditions P.O.L                        |  |       |  |
| 1989  |                                                          | Gérard Macé                  | Le Dernier des Égyptiens                             | Gallimard                             |  |       |  |
| 1990  |                                                          | Claude Roy                   | L'Étonnement du voyageur et l'ensemble de son œuvre  | éditions Gallimard                    |  |       |  |
| 1991  |                                                          | Claude Esteban               | Soleil dans une pièce vide                           | Flammarion                            |  |       |  |
| 1992  |                                                          | Jean-Christophe Bailly       | Description d'Olonne                                 | Christian Bourgois éditeur            |  |       |  |
| 1993  |                                                          | Paule Thévenin               | Antonin Artaud, ce désespéré qui vous parle          | Éditions du Seuil                     |  |       |  |
| 1994  |                                                          | Jean-Loup Trassard           | L'Espace antérieur                                   | éditions Gallimard                    |  |       |  |
| 1995  |                                                          | Pierre Bergounioux           | Miette                                               | éditions Gallimard                    |  |       |  |
| 1996  |                                                          | Claude Lucas                 | Suerte                                               | Éditions Plon                         |  |       |  |
| 1997  |                                                          | Jean-Pierre Milovanoff       | La Splendeur d'Antonia                               | Éditions Juillard                     |  |       |  |
| 1998  |                                                          | Pascal Quignard              | Vie secrète                                          | éditions Gallimard                    |  |       |  |
| 1999  |                                                          | Jean-Louis Schefer           | Figures peintes                                      | Éditions P.O.L                        |  |       |  |
| 2000  |                                                          | Christian Gailly             | Nuage rouge                                          | éditions de minuit                    |  |       |  |
| 2001  |                                                          | Jean Hatzfeld                | Dans le nu de la vie                                 | Éditions du Seuil                     |  |       |  |
| 2002  |                                                          | Dominique Rolin              | Le Futur immédiat                                    | éditions Gallimard                    |  |       |  |
| 2003  |                                                          | Olivier Rolin                | Tigre en papier                                      | Éditions du Seuil                     |  |       |  |
| 2004  |                                                          | Georges-Arthur Goldschmidt   | Le Poing dans la bouche                              | éditions Verdier                      |  |       |  |
| 2005  |                                                          | Christine Angot              | Les Désaxés et Une partie du cœur                    | éditions Stock                        |  |       |  |
| 2006  | Le prix est remplacé par le prix France Culture-Télérama |                              |                                                      |                                       |  |       |  |